# Величко, Максим Константинович
Макси́м Константи́нович Вели́чко (8 марта 1922, Екатеринослав — 13 июня 1997, Смела) — участник Великой Отечественной войны, командир отделения разведки артиллерийской батареи, старший сержант. После войны — бригадир разметчиков механосборочного цеха Смелянского машиностроительного завода. Герой Социалистического Труда, полный кавалер ордена Славы.

## Довоенная биография
Максим Константинович Величко родился 8 марта 1922 года в Екатеринославе.
Получив неполное среднее образование, Максим Константинович Величко поступил в ФЗУ, которую окончил в 1936 году. После окончания ФЗУ Максим Константинович Величко стал работать разметчиком по металлу на машиностроительном заводе в городе Смела Черкасской области УССР.

## Участие в Великой Отечественной войне
Максима Константиновича Величко в ряды РККА призвали в мае 1941 года. Принимал участие в боях на фронтах Великой Отечественной войны с июня 1941 года.
В ряды КПСС Максим Константинович Величко был принят в 1943 году.
С 14 по 15 мая 1944 года в течение боёв за село Дороцкое Дубоссарского района Молдавской ССР сержант Максим Константинович Величко обнаружил три крупнокалиберных пулемёта, батарею, миномёт и наблюдательный пункт. Благодаря его данным в ходе наступления эти вооружения и инженерное сооружение были уничтожены.
В боях с 15 по 21 мая 1944 года сержант Максим Константинович Величко принимал участие в отражении контратак немцев, корректируя огонь батареи, которая подавила 2 пулемётные точки, батарею и пулемёт. В этих боях сержант Максим Константинович Величко уничтожил до 10 немцев.
Указом Президиума Верховного Совета СССР от 5 июня 1944 года «за образцовое выполнение заданий командования в боях с немецко-фашистскими захватчиками» сержант Максим Константинович Величко награждён орденом Славы 3-й степени.
Максим Константинович Величко 17 января 1945 года в боях за польский город Скерневице огнём своей батареи уничтожил два миномёта и пулемёт.
Указом Президиума Верховного Совета СССР от 15 февраля 1945 года «за образцовое выполнение заданий командования в боях с немецко-фашистскими захватчиками» сержант Максим Константинович Величко награждён орденом Славы 2-й степени.
В боях за польский город Кюстрин 12 марта 1945 года старший сержант Максим Константинович Величко обнаружил местонахождение пяти немецких пулемётов и одного зенитного орудия. Находясь в составе штурмового отряда, сержант Максим Константинович Величко уничтожил около десяти немцев, также захватил пулемёт и из него продолжил вести огонь. В этом бою сержант Максим Константинович Величко был ранен, но не покинул строя.
Указом Президиума Верховного Совета СССР от 31 мая 1945 года «за образцовое выполнение заданий командования в боях с немецко-фашистскими захватчиками» старший сержант Величко Максим Константинович награждён орденом Славы 1-й степени, став полным кавалером ордена Славы.

## Послевоенная биография
После демобилизации в 1945 году из рядов РККА, Максим Константинович Величко вернулся в город Смела (Черкасская область). Там, работая бригадиром разметчиков механосборочного цеха Смелянского машиностроительного завода, Максим Константинович Величко перевыполнял те нормы, которые были установлены руководством.
Указом Президиума Верховного Совета СССР от 4 июля 1966 года за успешное выполнение заданий седьмого пятилетнего плана Максиму Константиновичу Величко присвоено звание Героя Социалистического Труда с вручением ордена Ленина и медали «Серп и Молот».
7 мая 1995 года стал одним из первых, кто был награждён учреждённым незадолго до этого украинским орденом Богдана Хмельницкого (наряду с дважды Героями Советского Союза генералами авиации Александром Молодчим, Анатолием Недбайло и другими ветеранами) — первые знаки ордена III степени вручил Президент Украины Л.Д. Кучма.
Максим Константинович Величко умер 13 июня 1997 года.

## Награды
- Медаль «Серп и Молот» Героя Социалистического Труда (4.07.1966).
- Орден Богдана Хмельницкого III степени (1995)[1].
- Орден Ленина.
- Орден Октябрьской Революции.
- Орден Отечественной войны I степени.
- Орден Красной Звезды.
- Ордена Славы трёх степеней.
- Медали.
- Почетный гражданин городов Нальчик и Смела.